# دنیس فنتون
دنیس فنتون (به انگلیسی: Dennis Fenton) ورزشکار مرد رشتهٔ ورزش تیراندازی اهل کشور ایالات متحده آمریکا است. وی در بین سال‌های ‎۱۹۲۰ تا ۱۹۲۴ میلادی در مسابقات بازی‌های المپیک تابستانی در مجموع ۵ مدال، شامل ۳ مدال طلا و ۲ برنز را کسب کرد.